# Nowa Ruda (Lublin)
Pour les articles homonymes, voir Nowa Ruda (homonymie).
Nowa Ruda (prononciation : [ˈnɔva ˈruda]) est un village polonais de la gmina de Serokomla dans le powiat de Łuków de la voïvodie de Lublin dans l'est de la Pologne.
Il se situe à environ 4 kilomètres au sud-est de Serokomla (siège de la gmina), 26 kilomètres au sud de Łuków (siège du powiat) et 51 kilomètres au nord de Lublin (capitale de la voïvodie).
Le village comptait approximativement une population de 113 habitants en 2009 .

## Histoire
De 1975 à 1998, le village est attaché administrativement à l'ancienne voïvodie de Siedlce.

Depuis 1999, il fait partie de la nouvelle voïvodie de Lublin.